# Gilbert Stuart Newton
Gilbert Stuart Newton (2 septembre 1795 - 5 août 1835) est un artiste peintre britannique.

## Biographie
Newton est né à Halifax, douzième enfant et plus jeune fils du douanier Henry Newton. Sa mère Ann est la fille d'un fabricant de tabac à priser d'origine écossaise, à Boston dans le Massachusetts. C'est la sœur du portraitiste Gilbert Stuart.
Ses parents ont quitté Boston en 1776 lorsque les Britanniques se sont retirés, mais à la mort de son père en 1803, sa mère retourna avec sa famille à Charleston, près de Boston,.
Newton était destiné à une carrière commerciale, mais son oncle, Gilbert Stuart, ayant repéré son talent, l'a pris comme élève. Il part en Europe avec un frère aîné et étudie la peinture à Florence. En 1817, sur le chemin pour l'Angleterre, il visite Paris et y rencontre Charles Robert Leslie, ainsi que Washington Allston et David Wilkie. Après avoir visité les Pays-Bas, il va à Londres avec Leslie, et entre comme étudiant à la Royal Academy.
De retour en Amérique pendant une courte période, il y épouse Sarah Williams Sullivan, petite-fille du financier James Swan, de Hepzibah Swan et du gouverneur James Sullivan. Il repart en Angleterre avec sa femme, et en 1827, il est élu à la National Academy of Design comme académicien honoraire. 
En 1829 il est élu associé de la Royal Academy et devient académicien en 1832. Peu de temps après son élection à l'Académie, il commence à souffrir de maladie mentale et est placé dans un asile à Chelsea.
Il continue à peindre à l'asile, mais il y meurt de tuberculose le 5 août 1835. Enterré dans l'église St Mary de Wimbledon, sa tombe est visible à l'extrémité nord du cimetière. Sa femme Sarah était revenue en Amérique avec leur fille Annie Stewart Newton quelques mois auparavant, et s'est remariée par la suite.

## Œuvre

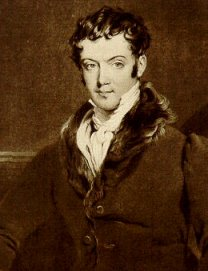
Washington Irving, v. 1818
Gravure par Charles Turner
d'après G. S. Newton

Il peint des portraits, mais il est surtout connu pour ses scènes de genre qui illustrent des œuvres littéraires, dont beaucoup ont été gravées. Il joua un rôle important pour le goût du XIXe siècle anglais pour les scènes de la littérature anglaise du XVIIIe siècle.
Il expose pour la première fois à la Royal Academy en 1818, et y envoie également des portraits les cinq années suivantes. Parmi ceux-ci se trouve celui de Washington Irving, qui lui a permis de faire la connaissance de Leslie. Ce tableau est conservé à l'Historic Hudson Valley et une gravure par Charles Turner se trouve au National Portrait Gallery (États-Unis).
En 1823, il expose à la Royal Academy Don Quichotte dans son étude, le premier tableau inspiré par le roman avec laquelle son nom a été identifié par la suite. 
Il réalisa ensuite en 1824 M. de Pourceaugnac, ou le patient en dépit de lui-même et  La Lecture ennuyeuse en 1825.
Le marquis de Lansdowne, a acheté pour sa collection de Bowood, deux œuvres inspirées du L'Opéra des gueux : Le Capitaine Macheath réprimandé par Polly et Lucy (1826), conservé au Centre d'art britannique de Yale à New Haven et Polly Peachum dont une gravure par John Porter est conservée au British Museum. Il possédait également le tableau Le Vicaire de Wakefield réconciliant sa femme avec Olivia (1828) d'après le roman d'Oliver Goldsmith, The Vicar of Wakefield, dont une gravure a été réalisée par William Greatbach.
Un dessin de L'Abandonnée est conservé au Victoria & Albert Museum. La Querelle faisait partie de la collection de Dover House et, avec L'Adieu et un autre tableau de Newton, fut vendu chez Christie's le 6 mai 1893.
La Visite du prince d'Espagne à Catalina, de 1827 a été achetée par le duc de Bedford et gravé dans The Literary Souvenir de 1831.
Deux tableaux de Newton, Yorick et la Grisette (1830) et La Hollandaise à sa fenêtre (1829), ont été achetés par Robert Vernon et transmis avec sa collection à la National Gallery. Un troisième, Portia et Bassanio (1831), fait partie de la collection Sheepshanks du Victoria and Albert Museum. Newton a peint de nombreux autres tableaux, qui ont trouvé des acheteurs immédiats, et ont été presque tous été gravés. Parmi eux se trouvaient: Lear, Cordelia et le médecin (Alexander Baring (1er baron Ashburton)|Lord Ashburton), L'Abbé Boniface (comte d'Essex), La Duègne (Royal Collection) et L'Auteur importun. Il a peint plusieurs portraits, dont ceux de Thomas Moore, Sir Walter Scott. Un des portraits de Lady Theresa Lister fut gravé en 1834 par Samuel Cousins et la gravure est conservée au British Museum. 
En 1842, une collection de gravures réalisées entre autres par George Henry Phillips, fut tirées de ses tableaux et publiée avec les commentaires d'Henry Murray. Elle est intitulée Les Gemmes de Stuart Newton, R.A. Elle comprend un Portrait de Lady Maria Theresa Lewis (1837).
Un portrait de sa mère, Anne Stuart Newton, est conservé au Berkshire Museum à Pittsfield.
- Samuel Cooper Thacher (1785-1818) (1815-1816), huile sur panneau, 67 × 56 cm, musées d'art de Harvard[10]
- Samuel Appleton (1766-1853) (1818), huile sur toile, 91 × 71 cm, musées d'art de Harvard[11]
- Le Capitaine Macheath critiqué par Polly et Lucy dans The Beggar's Opera (1826), huile sur toile, 96 × 121 cm, Centre d'art britannique de Yale, New Haven[4]
- Abandonnée dessin au crayon (publié en 1826), 8 × 6 cm, Victoria & Albert Museum, Londres
- Sir Walter Scott (après 1824), huile sur carton, 13 × 11 cm, National gallery of scotland
- Une jeune fille hollandaise (La Fenêtre), huile sur acajou, 37 × 27 cm, Tate Gallery, Londres
- La Sage étudiante (1829), huile sur carton, 30 × 25 cm, Wallace Collection, Londres[12]
- Shylock et Jessica du Marchand de Venise II (1830), huile sur toile, 89 × 75 cm, Centre d'art britannique de Yale, New Haven[13]
- Yorick et la Grisette, d'après A Sentimental Journey de Laurence Sterne, (Exposé en 1830), huile sur toile, 76 × 57 cm, Tate Gallery, Londres

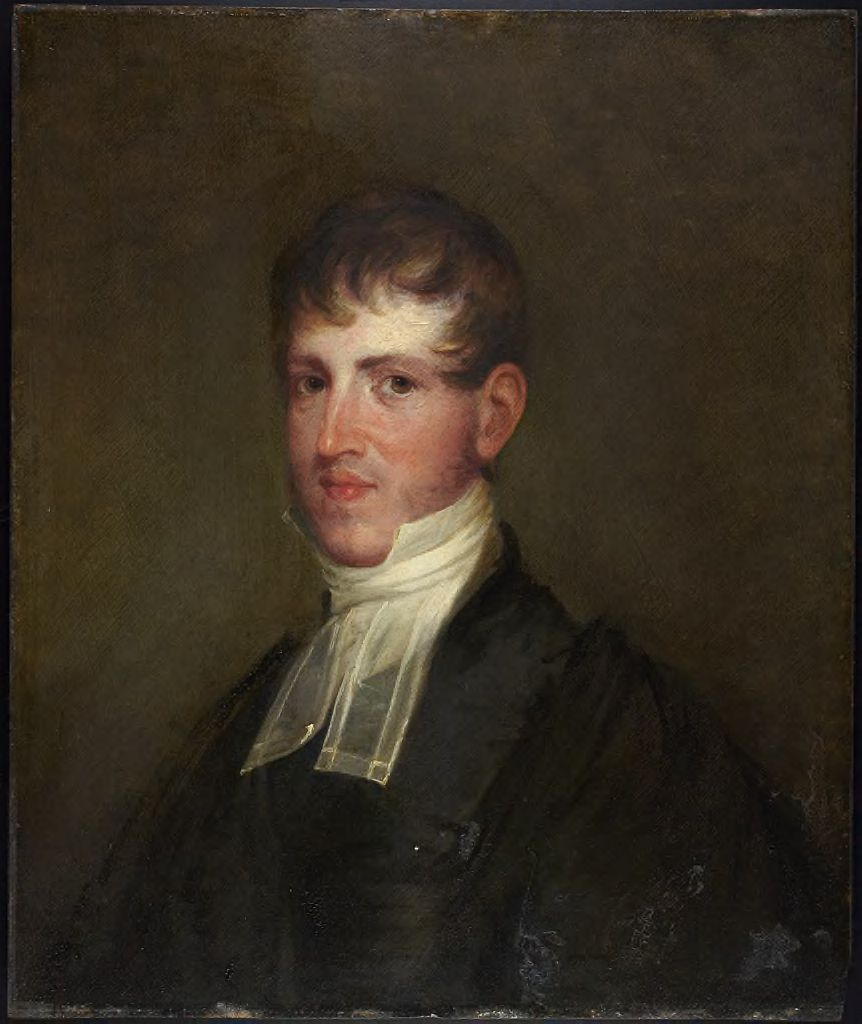
Samuel Cooper Thacher (1785-1818) (1815-1816) musées d'art de Harvard
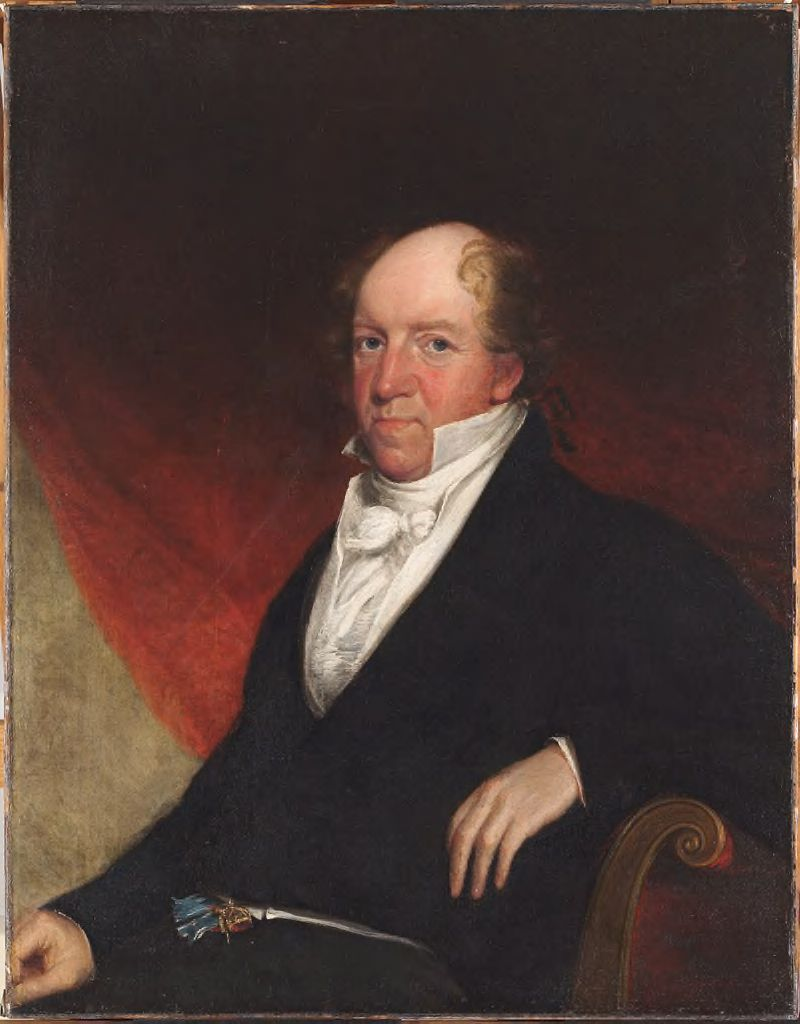
Samuel Appleton (1766-1853) (1818) musées d'art de Harvard
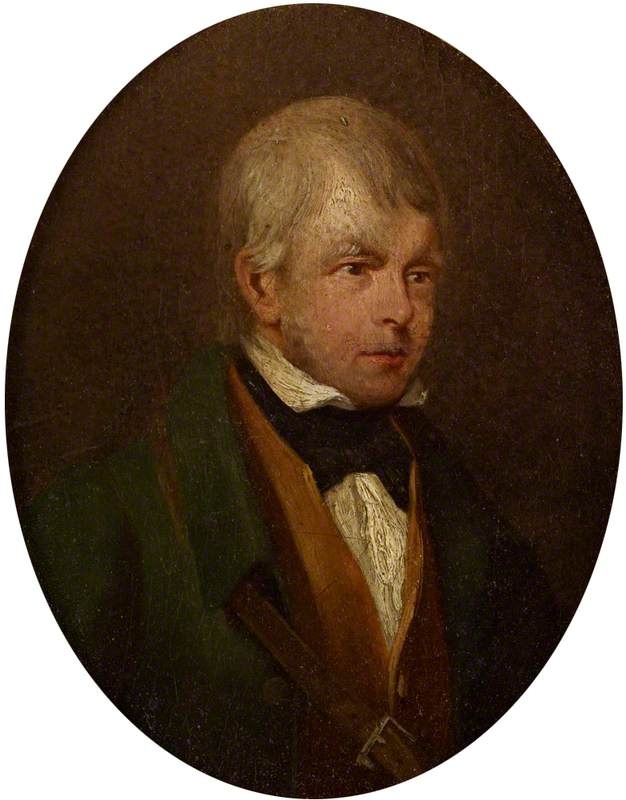
Sir Walter Scott (après 1824) National gallery of scotland
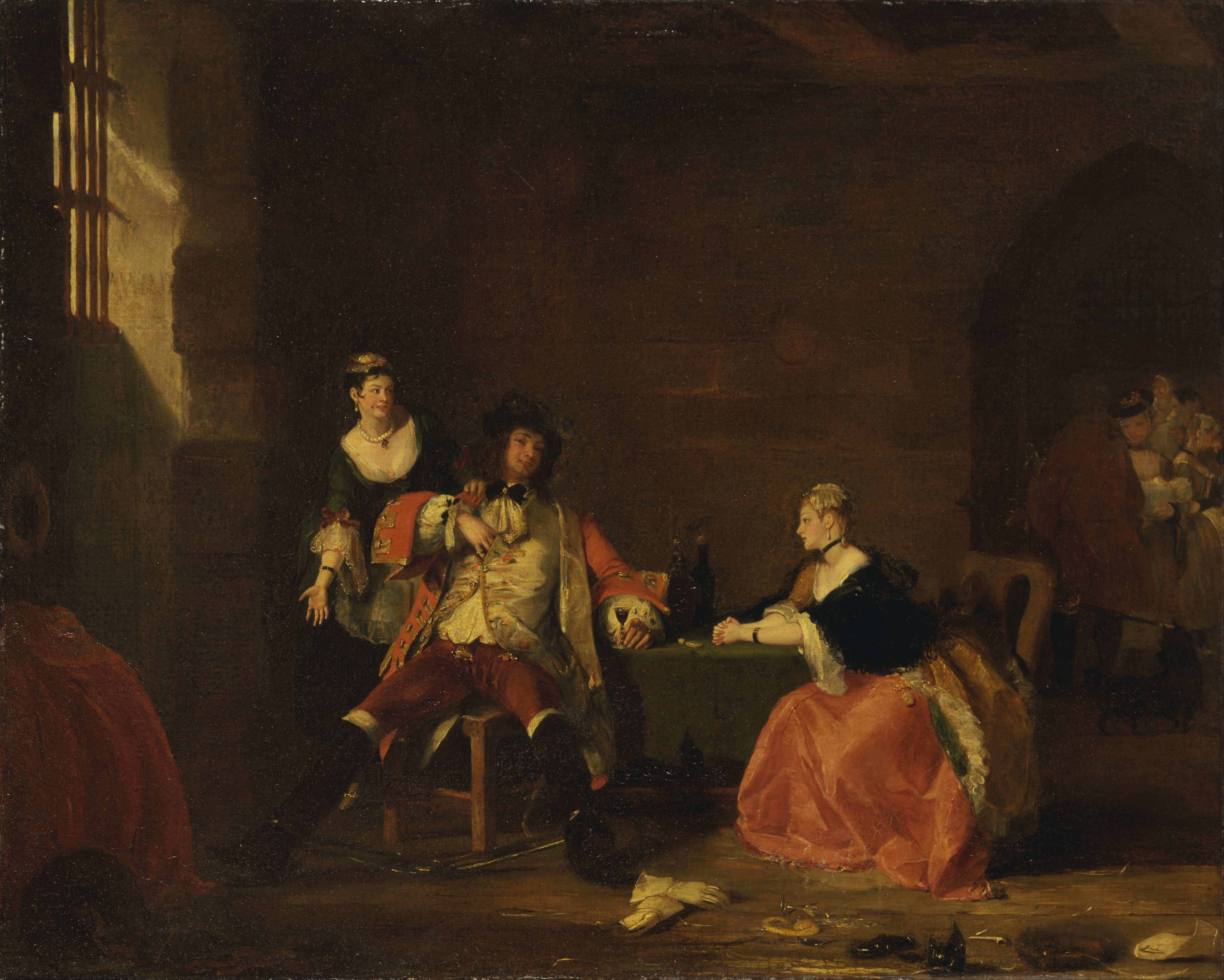
Le Capitaine Macheath, 1826 Centre d'art britannique de Yale
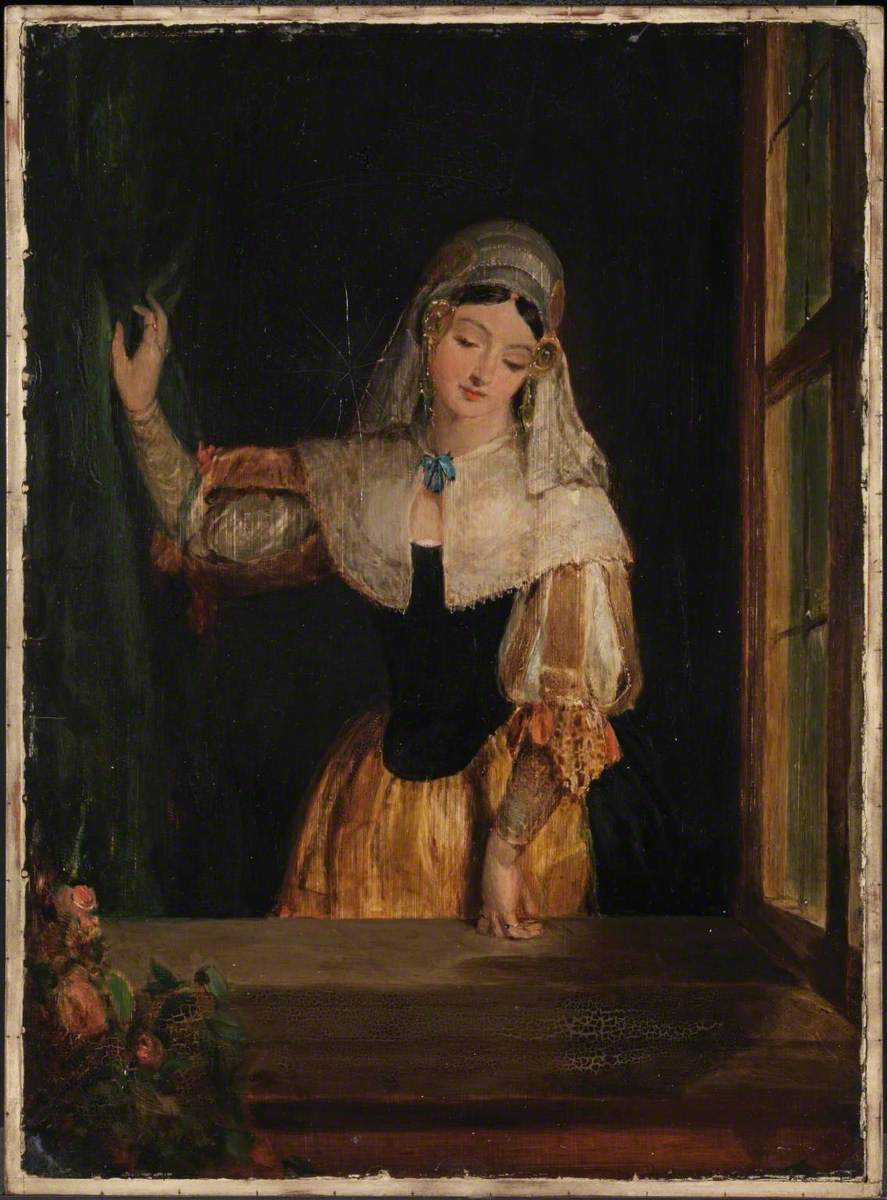
Une jeune fille hollandaise, 1829 , Tate Gallery, Londres
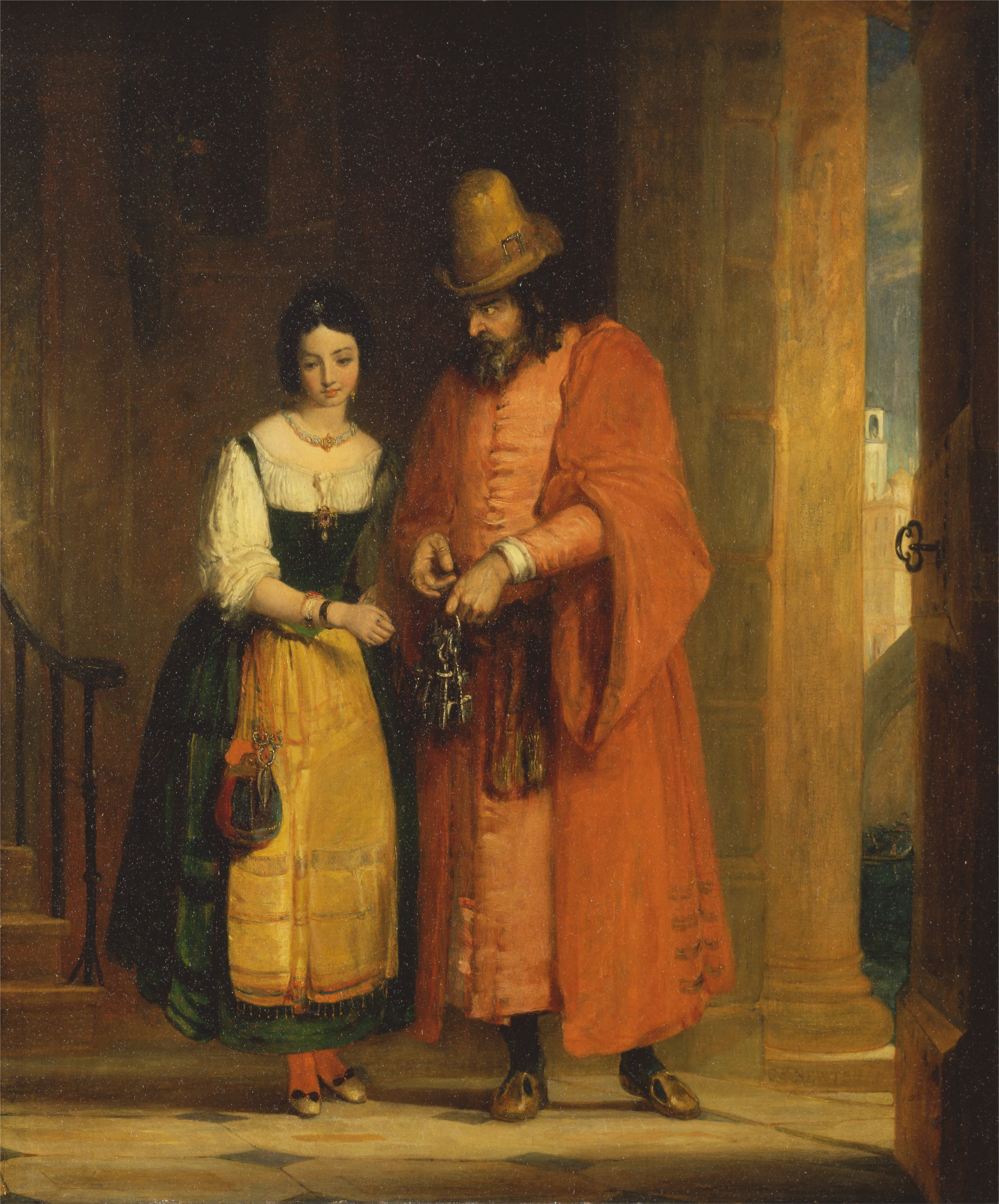
Shylock et Jessica, 1830 Centre d'art britannique de Yale
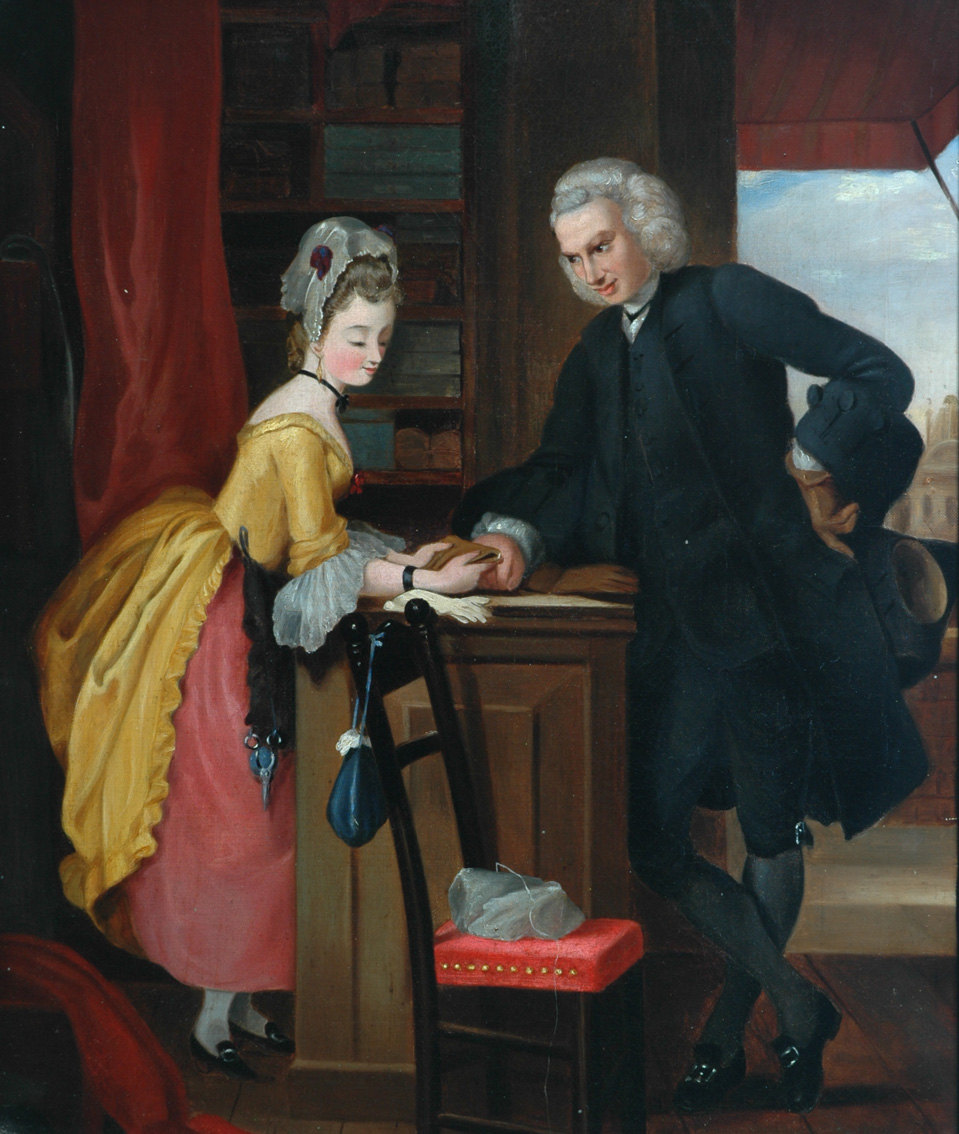
Yorick et la Grisette, 1830 Tate Gallery, Londres

## Liens avec la littérature
Letitia Elizabeth Landon fait référence à deux reprises au tableau de NewtonUne fille à ses dévotions. Elle en parle une première fois dans son Catalogue poétique de peintures dans The Literary Gazette en 1823, sous le titre Différentes idées suggérées par un tableau de GS Newton, n ° 16, à la British Gallery, et représentant une fille regardant le portrait miniature de son amant. Elle l'analyse à nouveau dans ses Croquis poétiques de tableaux modernes dans Le Troubadour en 1826. Une interprétation similaire de sa peinture L'Inconsolable est parue dans la Literary Gazette de 1829, avec son poème sur le tableau de Newton.
Deux tableaux, L'Abandonnée et La Querelle des amants, ont été gravés dans The Literary Souvenir de 1826, le premier avec des vers de Letitia Elizabeth Landon et le second avec une histoire non signée qui l'accompagne, attribuée plus tard à Maria Jane Jewishbury.
En plus du tableau illustrée par Letitia Elizabeth Landon dans The Literary Souvenir mentionné ci-dessus, elle a écrit une autre référence poétique au Noble étudiant dans The Amulet en 1833.